# 飯島澄男
飯島 澄男（いいじま すみお、1939年5月2日 - ）は、日本の物理学者および化学者。埼玉県越谷市出身。文化功労者、恩賜賞・日本学士院賞受賞者、文化勲章受章者。日本学士院会員。名古屋大学高等研究院アカデミー会員、名古屋大学特別招聘教授。名城大学終身教授。NEC特別主席研究員。
カーボンナノチューブの発見（1991年）と電子顕微鏡による構造決定の功績で、世界的に有名になった。金の原子がアメーバのように動く金超微粒子の“構造ゆらぎ”現象を発見（1984年）。ノーベル化学賞・物理学賞の有力候補とも見られている。
名城大学終身教授、NEC特別主席研究員をはじめ多数の職を現職で兼任する。

## 現職
- 名城大学大学院理工学研究科・終身教授[1]
- NEC特別主席研究員[1]
- 産業技術総合研究所名誉フェロー[1]
- 名古屋大学特別招聘教授[1]

## 略歴
- 1958年 東京都立上野高等学校卒業
- 1963年 電気通信大学通信学科卒業[1]
- 1965年 東北大学大学院理学研究科物理学専攻修士課程修了[1]
- 1968年 東北大学大学院理学研究科物理学専攻博士課程修了[1]理学博士（東北大学）『臭化銀単結晶のPrint-out効果』
- 1968年 - 1974年 東北大学科学計測研究所助手[1]
- 1970年 - 1982年 米国アリゾナ州立大学研究員[1]
- 1979年 英国ケンブリッジ大学客員研究員[1]
- 1982年 - 1987年 科学技術振興機構(当時新技術事業団) 創造科学技術推進事業 グループリーダー[1]
- 1987年 -  日本電気株式会社 基礎研究所 探索研究部[1]
- 1991年 カーボンナノチューブの発見
- 1997年 英国王立研究所「金曜講話」講師
- 1998年 - 現在 名城大学大学院理工学研究科教授[1]
- 2001年 - 2015年 独立行政法人産業技術総合研究所 ナノチューブ応用研究センターセンター長[1]
- 2001年 - 2003年 日本電子顕微鏡学会会長[4]
- 2005年 - 2012年 韓国・成均館大学ナノテクノロジー先端技術研究所所長[5]
- 2007年 - 現在 名古屋大学高等研究院特別招聘教授[1]
- 2015年 - 現在 国立研究開発法人産業技術総合研究所 名誉フェロー[1]

## 研究分野
ナノ科学、物性物理、材料科学、電子顕微鏡学、結晶学

## 所属アカデミー
- 全米科学アカデミー（NAS）
- ノルウェー科学人文アカデミー
- 日本学士院
- 中国科学院

## フェロー・名誉教授・名誉会員
- 2000年 米国物理学会フェロー
- 2001年 英国王立顕微鏡学会名誉会員
- 2002年 アントワープ大学名誉博士
- 2002年 日本結晶学会名誉会員
- 2003年 スイス連邦工科大学（ローザンヌ）名誉博士
- 2004年 日本顕微鏡学会名誉会員
- 2005年 西安交通大学 名誉教授
- 2005年 北京大学 名誉教授
- 2007年 日本応用物理学会フェロー
- 2009年 米国顕微鏡学会フェロー
- 2009年 日本化学会名誉会員
- 2009年 清華大学名誉教授
- 2009年 電気通信大学特別栄誉教授
- 2010年 浙江大学名誉教授
- 2010年 東南大学名誉教授
- 2013年 日本物理学会名誉会員
- 2013年 上海交通大学名誉教授
- 2014年 アールト大学名誉教授
- 2014年 応用物理学会名誉会員

## 記念講演講師
- 1997年 金曜講話講師（英国王立研究所）
- 2003年 バン・ホーン記念講演講師（ケースウェスタンリザーブ大学）
- 2007年 ボド・フォン・ボリス記念講演講師（チュービンゲン大学）
- 2008年 Dowレクチャー講師（ノースウェスタン大学）
- 2008年 名古屋大学レクチャー2008講師（名古屋大学）
- 2008年 ブラッグ講演講師（ロンドン大学）
- 2008年 ジョージ・ピメンタル講演講師（カリフォルニア大学バークレー校）
- 2009年 グローバル・ヴィジョン講演講師（清華大学）
- 2010年 材料工学セミナー講師（マサチューセッツ工科大学）
- 2010年 ウィリアム・スピッツァー講演講師（南カリフォルニア大学）
- 2011年 エヴァンス講演講師（オハイオ州立大学）
- 2013年 アインシュタインレクチャーシップ講師（中国科学院金属研究所）
- 2015年 グローバルレクチャーシリーズ講師（浙江大学）

## 学術賞歴
- 1976年 バートラムワーレン賞（米国結晶学会）
- 1980年 瀬藤賞（日本電子顕微鏡学会）
- 1985年 日本結晶学会賞（日本結晶学会）
- 1985年 仁科記念賞（仁科記念財団）
- 1986年 科学技術庁長官賞（科学技術庁）
- 1996年 朝日賞（朝日新聞社）
- 1999年 つくば賞（（財）茨城県科学技術振興財団）
- 2001年 石川カーボン賞（（財）石川カーボン科学技術振興財団）
- 2002年 ジェームス・C・マックグラディ新材料賞（米国物理学会）
- 2002年 アジレントテクノロジーズ欧州物理学賞（欧州物理学会）
- 2002年 ベンジャミン・フランクリン・メダル物理学賞（フランクリン協会）
- 2002年 中日文化賞（中日新聞社）
- 2002年 向井賞 (東京応化科学技術振興財団)
- 2002年 恩賜賞・日本学士院賞（日本学士院）
- 2003年 第3回応用物理学会業績賞
- 2003年 日本イノベーター大賞（日経BP社）
- 2004年 第1回本多フロンティア賞（本多記念会）
- 2004年 科学技術功績メダル（米国炭素学会）
- 2005年 著名科学者賞:物理学部門（米国顕微鏡学会）
- 2006年 J. M. カウリー・メダル2006（国際顕微鏡学会連合）
- 2007年 グレゴリー・アミノフ賞（結晶学）（スウェーデン王立科学アカデミー）
- 2007年 第48回藤原賞（（財）藤原科学財団）
- 2007年 トムソン・ロイター引用栄誉賞『物理、化学分野の革命を起こすきっかけとなったカーボンナノチューブの先駆的な研究に対して』
- 2007年 バルザン賞（国際バルザン財団）
- 2008年 第1回リチャード・E・スモーリー賞（米国電気化学会）
- 2008年 第1回カヴリ賞 ナノ科学部門（カヴリ財団）
- 2008年 アストゥリアス皇太子賞学術・技術研究部門（アストゥリアス財団）
- 2008年 エコノミストイノベーション賞「ノー・バウンダリー領域」（ザ・エコノミスト紙）
- 2012年 著名科学者賞（マイアミ2012ウィンターシンポジウム）
- 2013年 ゴールドメダル（スロヴァキア科学アカデミー）
- 2015年 欧州発明家賞 非欧州部門 (欧州特許庁)
- 2025年 キング・ファイサル国際賞 科学部門

## 栄典
- 2003年 文化功労者顕彰[6]
- 2009年 文化勲章[7]

## 論文・予稿・寄稿文
- 飯島澄男, 「臭化銀単結晶のPrint-out効果」 東北大学 博士論文, 甲第828号, 1968年, NAID 500000414718
- 飯島澄男, 日比忠俊「AgBrの電子線効果及び焼出し効果の電顕的観察 : 格子欠陥」『日本物理学会春季分科会講演予稿集』第1965巻、日本物理学会、1965年、214頁、doi:10.11316/jpsgaiyob.1965.2.0_214、NAID 110002027082。
- 飯島澄男「結晶の高分解能像」『電子顕微鏡』第10巻第1号、日本顕微鏡学会、1975年、35-43頁、doi:10.11410/kenbikyo1950.10.35、ISSN 0417-0326、NAID 130003642908。
- 板東義雄, 三友護, 松井良夫, 関川喜三, 飯島澄男「30a-M-3 分析電顕による微小領域での元素分析I : セラミックス粒界への応用」『春の分科会予稿集』第1982巻、日本物理学会、1982年、382頁、doi:10.11316/jpsgaiyoe.1982.2.0_382_2、NAID 110002045736。
- 飯島澄男「電子顕微鏡による微粒子の測定」『エアロゾル研究』第4巻第3号、日本エアロゾル学会、1989年、168-174頁、doi:10.11203/jar.4.168、ISSN 0912-2834、NAID 130000779258。
- 五明明子, 鈴木徹, 飯島澄男「GalnPのバンドギャップエネルギー異常と自然超格子」『応用物理』第58巻第9号、応用物理学会、1989年、1360-1367頁、doi:10.11470/oubutsu1932.58.1360、ISSN 0369-8009、NAID 130003592442。
- 五明明子, 鈴木徹, 飯島澄男「GaInPのバンドギャップエネルギー異常と自然超格子」『応用物理』第58巻第9号、応用物理学会、1989年9月、1360-1367頁、ISSN 03698009、NAID 40000279942。
- 飯島澄男, Ajayan P.A.「2p-TA-2 非晶質酸化物薄膜の動的TEM観察 : シミュレーションによる考察」『秋の分科会予稿集』第1990巻、日本物理学会、1990年、498頁、doi:10.11316/jpsgaiyok.1990.2.0_498_1、NAID 110002023702。
- 安藤義則, 飯島澄男「26p-F-3 カーボンナノチューブの成長条件」『秋の分科会予稿集』第1992巻、日本物理学会、1992年、13頁、doi:10.11316/jpsgaiyok.1992.2.0_13_2、NAID 110001998388。
- 飯島澄男「カ-ボンナノチュ-ブ--ダイヤモンドやグラファイトとは異なる炭素の新しい結晶構造 (ここまで来た導電性ポリマ-の応用<特集>)」『工業材料』第40巻第5号、日刊工業新聞社、1992年4月、62-65頁、ISSN 04522834、NAID 40001187981。
- 飯島澄男「「カ-ボンナノチュ-ブ」と「竹かご」とオイラ-の法則」『数学セミナ-』第31巻第11号、日本評論社、1992年10月、80-85頁、ISSN 03864960、NAID 40004889934。
- 飯島澄男「“カーボンナノチューブ”:直径1ナノメーターの新しい炭素繊維」『応用物理』第62巻第10号、応用物理学会、1993年、1032-1033頁、doi:10.11470/oubutsu1932.62.1032、ISSN 0369-8009、NAID 130003593124。
- 飯島澄男「カーボンナノチューブと高分解能電子顕微鏡」『日本物理学会誌』第48巻第3号、日本物理学会、1993年、195-198頁、doi:10.11316/butsuri1946.48.195、ISSN 0029-0181、NAID 130004067409。
- 飯島澄男「29a-YT-4 アーク放電によるナノチューブの合成機構」『日本物理学会講演概要集. 年会』第50巻、日本物理学会、1995年、127頁、doi:10.11316/jpsgaiyog.50.4.0_127、NAID 110002129418。
- 飯島澄男「フラ-レン,ナノチュ-ブ発見を語る (C60・フラ-レンの可能性<特集>)」『化学』第50巻第6号、化学同人、1995年6月、326-330頁、ISSN 04511964、NAID 40000391208。
- 片浦弘道, 熊沢吉徳, 鈴木信三, 真庭豊, 飯島澄男, 阿知波洋次, 石井広義, 宮原恒〓, 羽生隆昭「8a-D-3 単層カーボンナノチューブの選択的生成」『日本物理学会講演概要集』第52巻、日本物理学会、1997年、301頁、doi:10.11316/jpsgaiyo.52.2.2.0_301_4、NAID 110002060767。
- 張躍鋼, 飯島澄男「26a-M-4 光に対するカーボンナノチューブの挙動」『日本物理学会講演概要集』第53巻、日本物理学会、1998年、293頁、doi:10.11316/jpsgaiyo.53.2.2.0_293_1、NAID 110002056124。
- 真庭豊, 安藤義則, 藤原竜児, 吉良弘, 藤秀樹, 西堀英治, 高田昌樹, 坂田誠, 趙新洛, 飯島澄男「24aS-11 多層カーボンナノチューブの磁性」『日本物理学会講演概要集』第55巻、日本物理学会、2000年、728頁、doi:10.11316/jpsgaiyo.55.1.4.0_728_1、NAID 110001916098。
- 藤原竜児, 坂田誠, 吉良弘, 藤秀樹, 真庭豊, 趙新洛, 飯島澄男, 安藤義則, 西堀英治, 高田昌樹「24pY-8 多層カーボンナノチューブの構造」『日本物理学会講演概要集』第55巻、日本物理学会、2000年、723頁、doi:10.11316/jpsgaiyo.55.2.4.0_723_2、NAID 110002149467。
- 飯島澄男「カーボンナノチューブ:TEMにより発見された新物質」『電子顕微鏡』第35巻第1号、日本顕微鏡学会、2000年3月、78-80頁、doi:10.11410/kenbikyo1950.35.78、ISSN 04170326、NAID 10004629514。
- 安藤義則, 趙新洛, 平原佳織, 飯島澄男「水素ガス中アーク放電で作製した単層カーボンナノチューブ」『日本物理学会講演概要集』第56巻、日本物理学会、2001年、731頁、doi:10.11316/jpsgaiyo.56.1.4.0_731_2、NAID 110002163163。
- 飯島澄男, 平原佳織, 末永和知, 坂東俊治「フラーレンを内包したカーボンナノチューブーピーポッド構造の TEM 観察」『まてりあ : 日本金属学会会報』第40巻第12号、日本金属学会、2001年12月、1032頁、doi:10.2320/materia.40.1032、ISSN 13402625、NAID 10008847874。
- 飯島澄男「ナノチューブの大表面積を利用する応用」『基礎有機化学討論会要旨集（基礎有機化学連合討論会予稿集）』第16巻、基礎有機化学会（基礎有機化学連合討論会）、2002年、2-2頁、doi:10.11494/kisoyuki.16.0.2.0、NAID 130004644680。